# The Line (film, 2009)
Pour les articles homonymes, voir Line.
Pour plus de détails, voir Fiche technique et Distribution.
The Line est un film policier américano-mexicain réalisé par James Cotten (en), sorti en 2009.

## Synopsis
Pendant qu'il traque l'un des chefs du cartel de la drogue du Mexique, Mark Shields rencontre Olivia, une femme se battant contre ses propres démons pour l'amour de sa fille...

## Fiche technique
- Titre : The Line
- Réalisateur : James Cotten
- Scénario : R. Ellis Frazier
- Montage : Miklos Wright
- Musique : David Torn
- Décors : Derrick Hinman
- Directeur de la photographie : Miguel Bunster
- Coproducteur : Jacov Bresler
- Producteur : Geoffrey G. Ross
- Genre : Action, film de gangsters, drame et thriller
- Durée : 90 minutes
- Sortie : 1er décembre 2009 ( France)

## Distribution
- Andy García (VF : Thierry Ragueneau) : Javier Salazar
- Ray Liotta (VF : Emmanuel Jacomy) : Mark Shields
- Esai Morales : Pelon
- Jordi Vilasuso (en) : Diablo
- Danny Trejo (VF : Éric Peter) : Mario
- Armand Assante : Père Antonio
- Valerie Cruz (VF : Marie Zidi) : Olivia
- Bruce Davison : Anthony

 Source et légende : version française (VF) sur RS Doublage